# Lasioglossum sandhouseae
Lasioglossum sandhouseae là một loài Hymenoptera trong họ Halictidae. Loài này được Michener mô tả khoa học năm 1951.